# Maria Elisabeth van Oostenrijk (1743-1808)

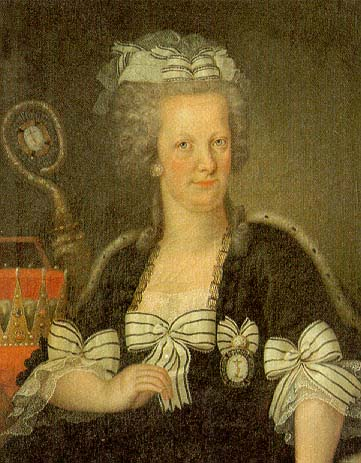
Aartshertogin Maria Elisabeth van Oostenrijk, geschilderd door Franz Altmutter.

Maria Elisabeth van Oostenrijk (Wenen, 13 augustus 1743 — Linz, 22 september 1808) was aartshertogin van Oostenrijk en prinses van Hongarije. Ze was een nakomeling uit het huis Habsburg-Lotharingen. 

## Leven
Maria Elisabeth werd geboren als zesde kind en vijfde dochter van keizer Frans I Stefan van het Heilige Roomse Rijk en keizerin Maria Theresia. Na Elisabeth werden nog zes dochters geboren en vier jongens. 
Onder haar broers waren de latere keizers Jozef II en Leopold II. Onder haar zussen bevonden zich de latere koningin van Napels, Maria Carolina, de hertogin van Parma, Maria Amalia en de koningin van Frankrijk, Maria Antonia (beter bekend als Marie Antoinette). 
In haar vroege leven werd Maria Elisabeth als beeldschoon gezien en sommigen vonden haar zelfs de mooiste dochter van Frans I en Maria Theresia. Al had ze een wispelturig karakter en soms een brutale mond.  De Franse koning Lodewijk XV, die in 1768 weduwnaar was geworden, beschouwde Maria Elisabeth als een huwelijkskandidaat voor zichzelf. 
Echter, de kansen van Maria Elisabeth om de nieuwe koningin van Frankrijk te worden werden in één klap vernietigd door de pokken. Deze ziekte liet ernstige verwondingen achter in haar gezicht, waardoor zij niet meer geschikt werd geacht om te trouwen. Haar oudere zus, aartshertogin Maria Anna, onderging hetzelfde lot enkele jaren eerder. 
Daardoor werd door haar moeder besloten om haar abdis van de Keizerlijke en Koninklijke Kloostergemeenschap voor adellijke vrouwen in Praag te maken. Maria Elisabeth leefde hier van 1781 tot 1805. In 1805 werd ze gedwongen om Praag te verlaten vanwege de naderende legers van keizer Napoleon I van Frankrijk. Ze keerde terug naar Wenen, en woonde tot haar dood in Linz. 